# Secret Land
Secret Land ist ein Popsong von Sandra aus dem Jahr 1988. Er basiert auf dem Song Trenchcoat Man von Fabrique aus dem Jahr 1987.

## Entstehung und Veröffentlichung
Der Song wurde ursprünglich als Trenchcoat Man von Uwe Gronau und Michael H. Höing von Fabrique geschrieben. Hubert Kemmler alias Hubert Kah und Mats Björklund steuerten das Klavierintro bei. Trenchcoat Man erschien 1987 als Single bei Ariola. Auch gab es eine 12"-Version, die 2007 und 2013 jeweils auf einer Kompilation veröffentlicht wurde. Diese Versionen blieben jedoch weitgehend erfolglos.
Michael Cretu, Klaus Hirschburger und Susanne Müller-Pi bearbeiteten die Version zusätzlich für Sandra, Michael Cretu produzierte diese. Hubert Kah hatte Cretu den Song vorgeschlagen. Secret Land ist ein Midtempo-Synthiepop-Song. Der Songtext beschreibt die Protagonistin die Gefühle nach einer Trennung.
Die Single wurde am 26. Oktober 1988 bei Virgin Records vorab als zweite Single aus dem Album Into a Secret Land veröffentlicht. Auf der B-Seite befindet sich der Song Into Nobody’s Land (Instrumental). Es existiert auch eine 6:44 Minuten lange Maxi-Version, die auf der Maxi-Single zusätzlich durch den 3:33 Minuten langen Dub Mix ergänzt wird. Secret Land erschien auf zahlreichen Kompilationen und Best-Of-Alben.
Sandra trat mit dem Song am 14. Dezember 1988 in der ZDF-Hitparade auf. Er war in der Sendung auf Platz eins der von Media Control ermittelten Titel.
1999 wurde eine neue Version als Secret Land ’99 veröffentlicht.

## Musikvideo
Regisseur des Musikvideos war Bulle Bernd. Es wurde in der Normandie und der Bretagne gedreht und zeigt die Sängerin unter anderem an einem Strand der Bucht des Mont-Saint-Michel sowie in Saint-Malo.

## Rezeption
Die Single erreichte hohe Chartplatzierungen in den europäischen Ländern, darunter Platz sieben in Deutschland, Platz 17 in Österreich und Platz neun in der Schweiz. In Frankreich kam der Song auf Platz 26, in Schweden auf Platz 15 und in den Niederlanden auf Platz 81. Die Version Secret Land ’99 erreichte Platz 69 der deutschen Charts.
| ChartsChartplatzierungen | Höchstplatzierung | Wochen |
| ------------------------ | ----------------- | ------ |
| Deutschland (GfK)        | 7 (17 Wo.)        | 17     |
| Österreich (Ö3)          | 17 (6 Wo.)        | 6      |
| Schweiz (IFPI)           | 9 (15 Wo.)        | 15     |